# Papa John's Pizza
Papa John's Pizza est une entreprise de restauration rapide américaine.
Elle est le troisième plus gros restaurateur de pizzas des États-Unis après Pizza Hut et Domino's Pizza. Son slogan est De meilleurs ingrédients, de meilleures pizzas. 
En 2022, le groupe compte 5 706 restaurants. La grande majorité (91%) sont exploités par des franchises et une minorité (9%) sont directement gérés par l'entreprise. 
Papa John's Pizza est coté à la Bourse de New York.
Le siège de l'entreprise est basé à Louisville (Kentucky).

## Histoire
Le fondateur de Papa John's, John Schnatter, commença sa carrière dans le café Rocky's Sub Pub à Jeffersonville  alors qu'il était encore lycéen. Diplômé du secondaire en 1980, il continua à travailler dans ce domaine pendant ses études à l'université en tant que livreur de pizza. En 1984, il lança son propre commerce de pizza et ouvrit son premier Papa John's restaurant en 1985. Alors que les autres enseignes visaient les bas prix, la stratégie de sa chaîne de restauration était basée sur la qualité des produits et les nombreuses options disponibles dans le choix des pizza.

## Principaux actionnaires
Au 26 décembre 2019:
| Shapiro Capital Management     | 12,3%  |
| AllianceBernstein              | 10,6 % |
| Ivy Investment Management      | 10,5 % |
| John H. Schnatter              | 9,12 % |
| Eminence Capital               | 8,55 % |
| T. Rowe Price Associates IM    | 7,61 % |
| Jackson Square Partners        | 7,57 % |
| Gardner Lewis Asset Management | 7,05 % |
| The Vanguard Group             | 6,26 % |
| Winslow Capital Management     | 4,78 % |

## Stratégie
La société s'est dirigée vers une stratégie de livraisons à domicile même si les restaurants disposent de quelques tables pour consommation sur place. Les commandes peuvent se faire via Internet. En 1997, la compagnie fut assignée en justice par Pizza Hut à cause d'une publicité qui comparait la qualité de ses produits avec la qualité des concurrents dont Pizza Hut fait partie. Le tribunal alla dans le sens du réquisitoire de Pizza Hut. Papa John's parvint à faire changer la décision de justice après avoir fait appel en 1999.
Une autre affaire monta les deux sociétés l'une contre l'autre. En effet, un des cofondateurs de Pizza Hut du nom de Frank Carney est passé sous la franchise de Papa John's en 1994. En 2001, il possédait 133 points de vente. Après la décision du tribunal, celui-ci fit une publicité où on le voyait devant un comptoir d'un Pizza Hut où il s'adressait aux employés en disant : « Désolé les gars, j'ai trouvé une meilleure pizza ».
D'un point de vue fonctionnement, la méthode est celle appliquée par d'autres franchises identiques. Chaque magasin est chapeauté par un manageur salarié qui gère différentes équipes. Au-dessus se trouve un manageur de région, etc.
Des magasins franchisés peuvent être possédés par des indépendants. Ceux-ci doivent reverser une partie des bénéfices des ventes à la société mère qui en retour investit par exemple dans la publicité.
Le 30 mars 2006, la société Six Flags a annoncé qu'elle n'utiliserait plus que des pizza Papa John's dans ses parcs d'attractions.

### Autre enseigne
- Papa John's opère également sous le nom Papiano's à East Lansing (Michigan) car une autre chaîne de pizza de la région possédait déjà ce nom avant que la chaîne de pizza ne soit fondée.

Papa John's a ouvert son 1er magasin en France en mai 2016 à Kingersheim, près de Mulhouse.
Papa John's a ouvert son 2e magasin en France le 22 mai 2017 à Morschwiller-le-Bas, près de Mulhouse.
Papa John's a ouvert son 3e restaurant en France le 6 novembre 2017 dans le 9e arrondissement de Lyon.
En mars 2018 les magasins pionniers de Kingersheim et Morschwiller-le-bas abandonnent la franchise.
En août 2022, les cinq magasins de Lyon sont subitement abandonnés sans aucune communication, et le site internet Papa John's France est désactivé.